# 北陸トンネル

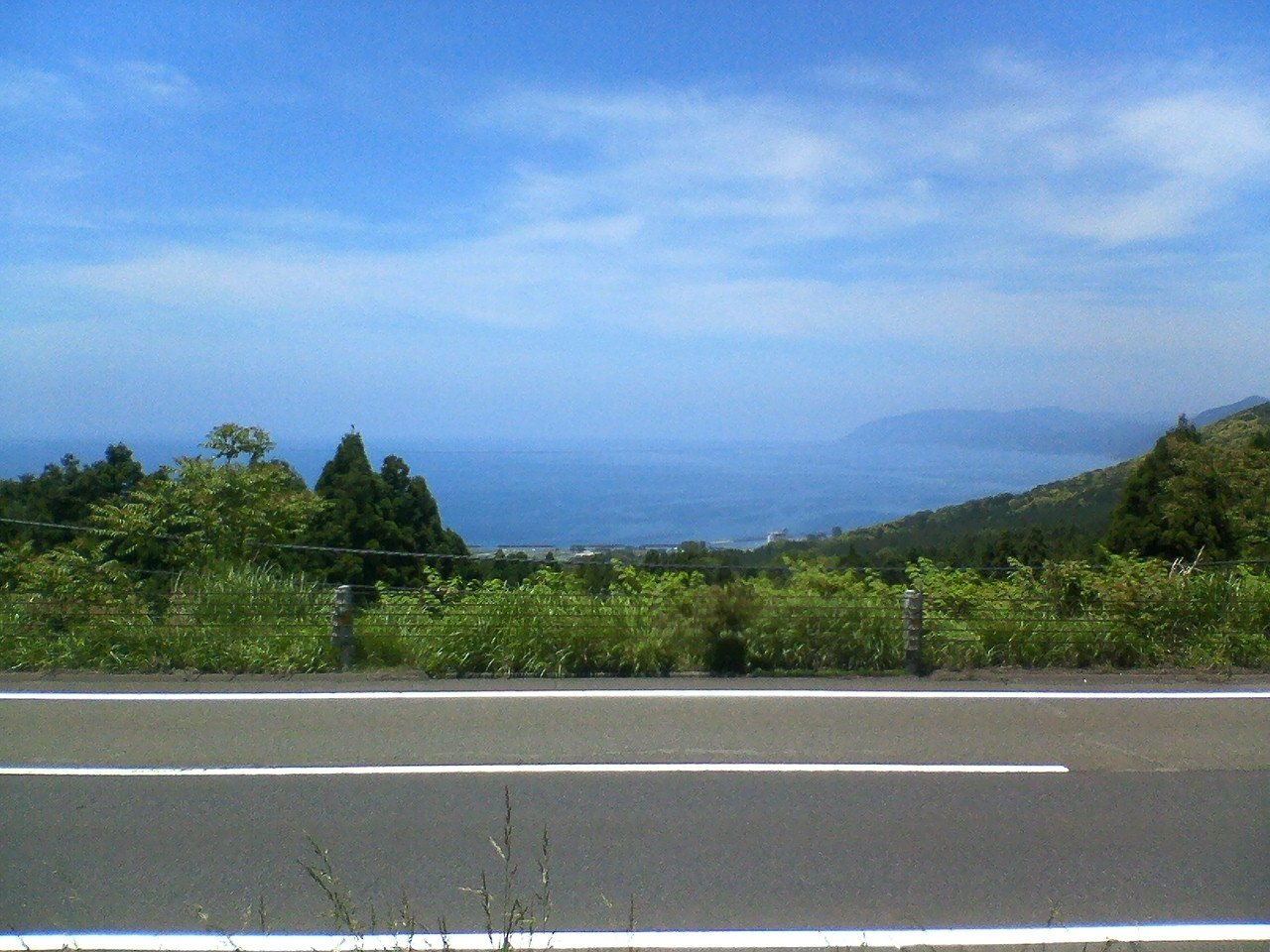
旧杉津駅付近（北陸道杉津PA）より
麓の杉津集落（写真中央部より左側の沿岸、その右側は横浜地区）と敦賀湾を望む

北陸トンネル（ほくりくトンネル）は、福井県敦賀市と同県南条郡南越前町にまたがる複線鉄道トンネル。ハピラインふくい線の敦賀駅 - 南今庄駅間、木ノ芽峠の直下に位置する。1962年（昭和37年）6月10日に開通した。
総延長は13,870 m に達し、日本の狭軌在来線で最長の陸上トンネルであり、1972年（昭和47年）に山陽新幹線の六甲トンネルが完成するまで、日本最長のトンネルであった。
本項ではこのほか、並行する西日本旅客鉄道（JR西日本）北陸新幹線の新北陸トンネル（しんほくりくトンネル）についても記述する。

## トンネル開通前
敦賀と今庄の間には鉢伏山（海抜 762 m）がそびえ、その鞍部である木ノ芽峠（海抜 628 m）は、古くから北陸道の隘路であった。
北陸トンネル開通前の北陸本線敦賀駅 - 今庄駅間は、木ノ芽峠を避け、敦賀市の海岸部に近い杉津駅を経由する山中峠ルートを採っていた。だがこの区間は、海岸の山麓を縫いながら4か所のスイッチバックを擁して25‰の急勾配を上り下りする厳しい条件の単線区間であった。途中には3か所の駅、3か所の信号場、12か所のトンネルも存在し、列車の行き違いにも時間を要した。眺望こそ優れた区間であったが、速度や輸送力、列車本数（急勾配の単線区間であるゆえ、列車本数に限りがあった）の面で、木ノ本 - 敦賀間の旧線区間と同じく、重要幹線である北陸本線にとってのボトルネック（制限）となっていた。また、勾配の厳しさのみならず、地盤の脆弱さによるがけ崩れ、冬期には雪国特有の雪害にも悩まされていた。
補助機関車としてD51形蒸気機関車をつけての重連では 700 t 輸送が限界であったため、1955年（昭和30年）より（試作機的な）電気式ディーゼル機関車DD50形、当時最新鋭だった電気式ディーゼル機関車DF50形などが配属され、機関車三重連により1000t輸送を始めた。

## トンネル工事
敦賀以南の改良（深坂トンネル開削、鳩原上りループ線構築、交流電化）に引き続く北陸線の抜本的な輸送改善を期し、戦前より様々な改良案が出されていた。
本格的に改良案の検討に着手したのは1952年以降で、国鉄金沢改良委員会を中心に検討が行われた。その際に出された改良案は、
1. 在来線腹付け盤下げ複線化案（敦賀 - 新保 - 杉津 - 大桐 - 今庄）
2. 南今庄（大桐付近に設置予定とされたもので、現在の南今庄駅とは異なる）より杉津海岸へトンネルで抜け、海岸沿いに敦賀までの単線を新たに敷設する新線案（敦賀 - 阿曽 - 杉津 - 南今庄（新大桐） - 今庄）
3. 上述海岸線の改良版で、敦賀、杉津から武生までの複線化案（敦賀 - 杉津 - 武生）
4. 今庄より中之郷までの直線トンネル複線化案（中ノ郷 - 今庄）

であったが、
- 1.は既存のルートを最大限に生かしスイッチバック解消のため路盤を下げ、勾配緩和工事を瑣末に行うものであったが、雪害・地崩れ対策に明るい解決策がない。
- 2.は戦前から有力であった海岸線の構想で、海岸沿いのルートを取ることによって雪害・地崩れ対策などには若干効果があるが、単線案のため、スピードアップなどの面においては在来線に変わるメリットがさほど見出せない。また、単線のため、新線を在来線と併設すると二重投資になる.
- 3.海岸線の改良複線化案であるが、この案でも武生 - 今庄 - 杉津間を存続させるかどうかが問題になる。
- 4.は明治初期より計画されていたもので、技術的にも最も好感を持たれていたが、敦賀を通らない案は容認されなかった。また、将来的に関西方面 - 米原 - 敦賀の湖東経由東海道線の輸送量がパンクした際に、湖西周りからのバイパス路線を接続しにくいこともネックであった（湖西線開通によりその意図は達成された）。

などを理由にいずれも却下された。
結局、スピードアップを最優先事項とし、今庄から敦賀まで1本のトンネルを掘ることになった。
1957年11月14日に着工した。敦賀・今庄の両坑口のほか、中間2箇所からも立坑・斜坑を掘るという突貫工事で掘削が進められた。世界的にも注目され日本国外からの視察団もよく訪れた。期間中、新保駅のスイッチバック今庄方引き込み線が延長されて葉原斜坑への資材運搬拠点とされた。北陸トンネルのルートに当たる敦賀市葉原には作業員（とその家族）が多く住み、1959年の葉原小学校には229人もの児童が在籍した。断層や出水に悩まされたが1961年7月31日に貫通し、翌1962年3月に完成した。以後、整備を重ね6月9日には旧線から線路を付け替え暫定運行を開始し、6月のダイヤ改正に合わせ6月10日より正式供用を開始した。6月10日の開通祝賀式典に併せ、殉職者慰霊祭が敦賀ポータル側で行われた。当初から交流 20,000 Vで電化されていた。今庄止まりの通勤列車はすべて敦賀まで延長され、今庄敦賀間の所要時間は1時間以上の短縮となった。
この区間の開業に伴い、杉津経由の旧線は廃止されている。沿線住民との交渉の結果、大桐駅の代替駅として約 2 km 今庄よりに南今庄駅が新設され、また敦賀 - 新保、敦賀 - 杉津（海岸周り）、今庄 - 大桐と旧駅間にそれぞれ代替バス路線が設定された。旧線敷地跡は1963年11月4日に道路化された。
掘削時に温泉が湧き出し、「敦賀トンネル温泉」（北陸トンネル温泉）として開業された。その反面、トンネル掘削の影響で地下水流が変わり、新保集落ではかつていたるところで湧き出ていた温泉が枯れたといわれる。

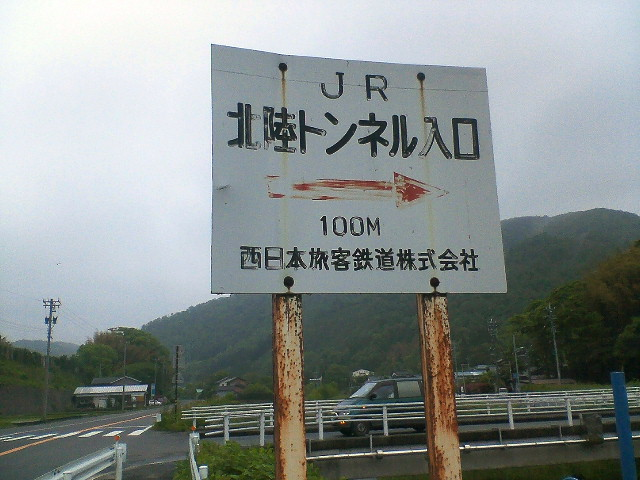
北陸トンネル入口の看板（敦賀市深山寺） 左手の道路（国道476号）は深山信号場跡
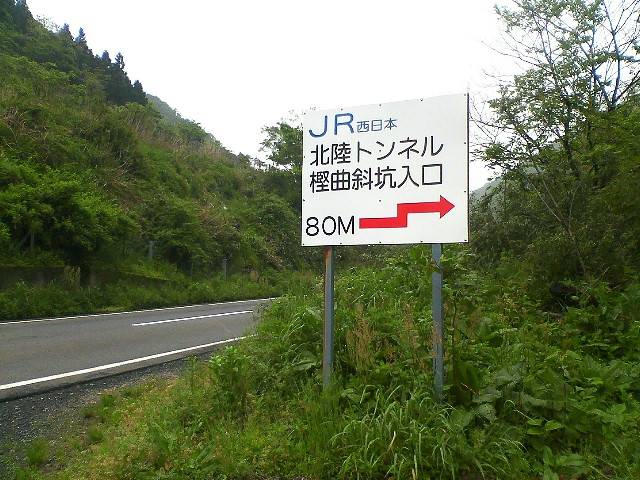
北陸トンネル 樫曲斜坑入口の看板（敦賀市獺河内）

## 開通後の状況

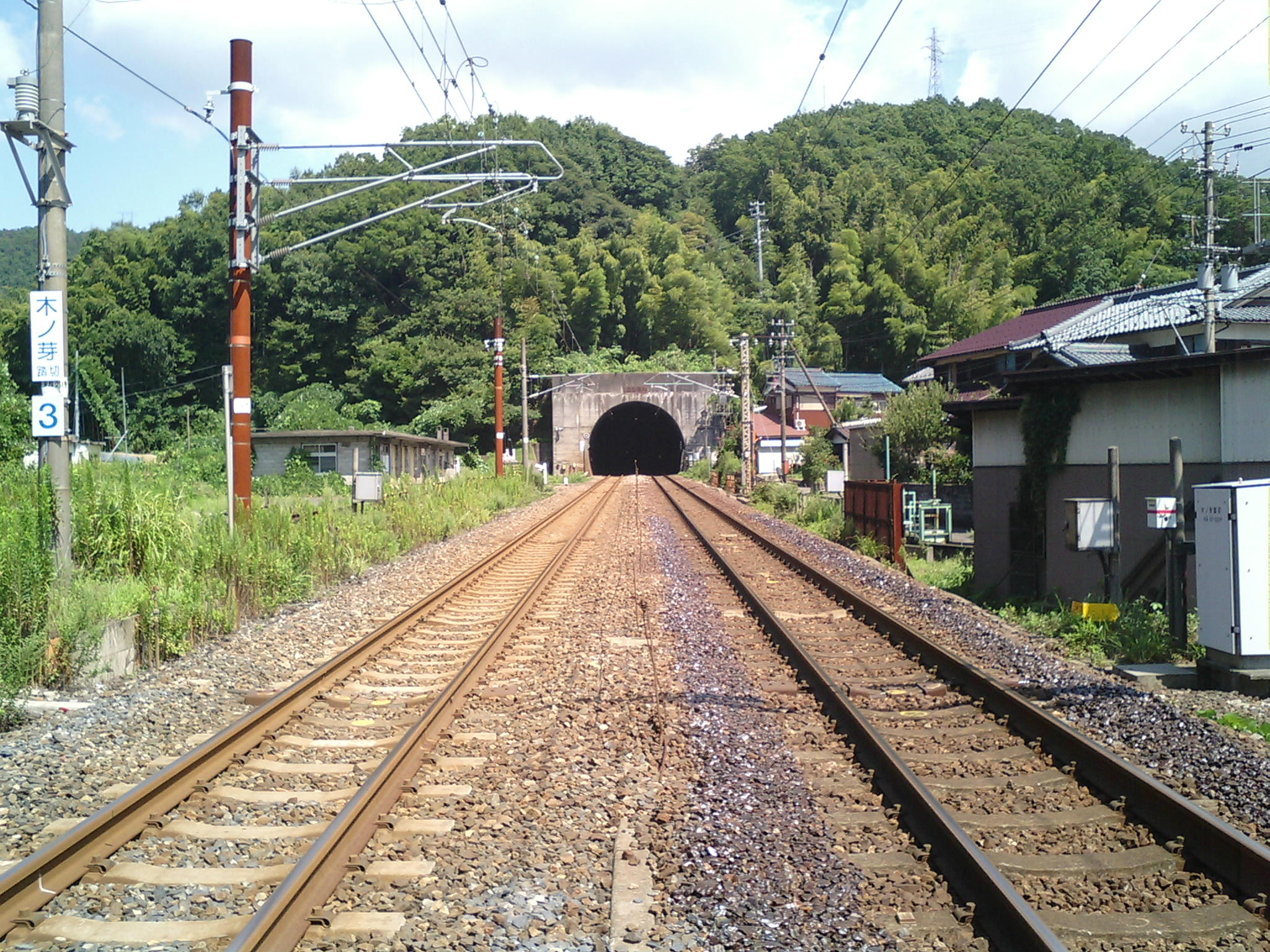
トンネルの先は嶺北

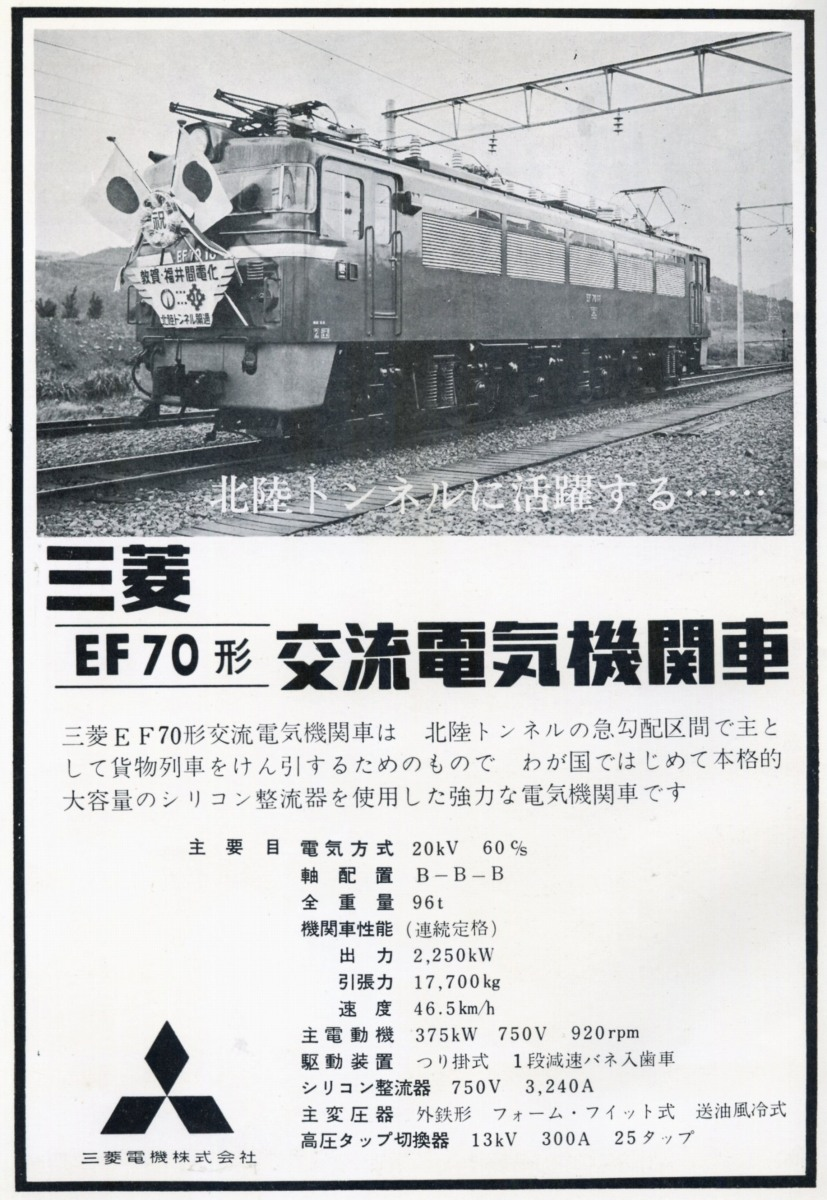
開通祝賀列車牽引のため飾られたEF70 18(三菱電機の雑誌広告)

開通当時は折からの高度成長期と相まって、科学文明の発展のシンボルとして話題となり、「気比音頭」や「イッチョライ節（福井音頭）」にもうたわれた。時間のかかるスイッチバックの単線、12か所ものトンネルをくぐる度に煤煙に悩まされていた旧線と較べ、複線電化、スピードアップ、コンクリートの枕木、蛍光灯照明の明るいトンネルはインパクトが大きく、新線開通祝賀式典の際には報道用のヘリコプターまで出動した。
都市間連絡のスピードアップ、輸送量増加の陰で今庄駅は急行通過駅となり、新保駅、杉津駅、大桐駅の沿線はモータリゼーションの進展および過疎化に伴いバスも通勤時間に数本走るのみとなった。
長大トンネルながら頸城トンネルの筒石駅のようにトンネル内に駅が設置される構想は当初よりなかった。
トンネル完成後、北陸本線では交流電化や複線化が急激に進展した。北陸トンネルは2021年時点においても北陸以北の日本海沿岸・北海道地域と関西・中部地域を結ぶ大動脈となっている。
1972年11月6日、北陸トンネルを通過中であった急行「きたぐに」の食堂車で火災が発生し、30人の犠牲者を出した。この事故をきっかけに長大トンネル区間および列車の空調、電源設備の安全性改善が進んだと言われている（蒸気機関車時代は、蒸気そのものを機関車から客車に直接送ることができた）。この事故の前の1969年12月にも北陸トンネルを通過中の寝台特急「日本海」の電源車から出火する事故があったが、このときは運転士の判断で列車をトンネルから脱出させて消火したため死者は出なかった（詳細は北陸トンネル火災事故も参照）。
2006年10月21日に長年交流電化であった北陸本線長浜駅 - 敦賀駅間と湖西線永原駅 - 近江塩津駅間が直流電化され、敦賀口付近にデッドセクションが設けられた。福井方面からやってきた列車は特急・普通を問わず、デッドセクションにおける交流→直流の電源切り替えに備えるため、トンネルを抜ける手前で減速し、運転士がデッドセクション通過中に切り替えを行う。
2020年3月27日、トンネル保守作業の際の通信回線としてauの中継基地局を設置した。その関係でauの携帯電話はトンネル内においても使用ができる。
2024年（令和6年）6月21日、ハピラインふくいと公益社団法人移動通信整備協会との間で合意がなされ、総務省の補助事業化を前提に令和6年度に詳細設計の実施、令和7年度の工事着手に向けて準備を開始したとの発表がなされた。

### 旧線の現況

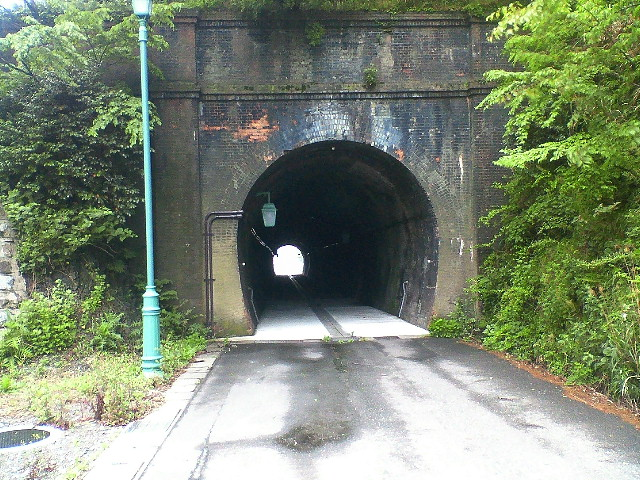
樫曲隧道（敦賀市獺河内）

旧線跡地は1963年11月4日に道路に転用された。旧線跡は、敦賀市街から葉原までが国道476号、葉原から杉津までが敦賀市道、杉津から今庄までが福井県道207号今庄杉津線となった。杉津駅南方の河野谷トンネルは解体された。また、杉津駅より山中トンネルまでは、山の中腹をトンネルと鉄橋でつないでいたが、公道化された。旧線鉄橋跡は深山、大桐付近も含め、いずれも鉄橋の上にアスファルト道路を載せている。
北陸本線下り線敦賀方新旧分岐点附近は記念碑が置かれた。
深山信号場附近は2車線道路に拡幅されて痕跡をとどめない。
樫曲トンネルおよび獺河内トンネルは北向き一方通行の一般道として供用されていたが、木ノ芽峠トンネル開通に併せた道路整備に際し、2002年に樫曲トンネルはレトロ調の街灯が設置されるなど車両通行禁止の歩道として整備され、獺河内トンネルは拡幅を経て2車線一般道のトンネルとなった。
獺河内地区の旧新保駅の下にあった木の芽川にかかる鉄橋梁は同じく2002年、木ノ芽峠トンネル開通に併せた道路整備により消滅した。
国道476号から葉原大カーブへ分岐する地点は神社内敷地を横断しており、廃線後も公道として供用されていたが、2007年の道路改修に際して元の神社に返され通行不可能となったため、新たに北側に国道に迂回連絡する車道築堤が造られた。旧道分岐地点近くの鉄橋はひきつづき道路橋として供用中である。
葉原大カーブ - 葉原トンネル南ポータルまでの直線区間は、3線をなす葉原信号場スイッチバック跡である。本線跡の道路の両側、すなわち山側の北陸道下り線築堤及び海側空き地が引き込み線であった。引き込み線築堤が一部北陸道の土台に流用されている。
杉津駅の跡地には北陸道上り線の杉津PAが設置された。本線の山側に旧線から転用された道路を見ることができる。なお、杉津駅あたりの旧線跡は必ずしも北陸自動車道とは一致しない。旧線は山の斜面に沿ってなだらかなS字カーブを描くが、北陸道は盛り土をして一直線に敷かれた。
山中トンネルは旧線区間のなかで最長のトンネルであるが、交互通行用の信号機が設置されていない。
町村合併により南越前町が発足してから山中信号場跡に記念碑が建てられた。「上り方引き込み線が上方の林道にあった」と説明文には書かれているが、実際には上下引き込み線は並んでいた。
大桐駅跡には上り線ホーム跡が残存し看板が建てられた。
福井県道207号今庄杉津線T字交差点（北陸本線踏切付近）から今庄方新旧分岐点までは私有地となり通行できない。
1996年2月10日に発生した国道229号豊浜トンネル岩盤崩落事故に伴い、葉原トンネル（事業主体：敦賀市）が1997年12月までの1年10か月間、山中トンネル（事業主体：福井県）が1998年4月までの2年2か月間通行止めになり、補強工事が施工された。歴史的に価値がある建造物であることから、当時の外観を極力損なわないように配慮した工事を行った。

## 記念切手
開通の当日、郵政省から10円の記念切手が1962年6月10日に発行された。新路線開業ではなく従来線を付け替えたトンネルであったが、当時日本国内の鉄道トンネルとしては清水トンネルの開通以来31年ぶりに最長記録を更新する存在だった。図柄はトンネルを出るキハ80系特急「白鳥」である。また、当初は4月10日発行予定であったが開通が伸びて延期されていた。
しかし、この図柄は以下に示すような多数の間違いが指摘され、エラーの多い切手として名を残すことになった。
- トンネルの天井に実際より多くの架線・送電線があり、支持具の形状も実際とは異なる。
- トンネル内の照明が天井にある（実際はトンネルの側壁に設置）。
- 道床が枕木を並べた砂利道床である（実際はコンクリート道床）。
- 車両の乗務員室ドアが描かれていない。
- 車両の車体下部の裾絞りが明確に描かれていない。
- 車両ヘッドマーク下部の換気口が実際より大きい。
- トンネル開通とともに電化開業を伴っているにもかかわらず、気動車であるキハ80系を描いている[10]。キハ80系も北陸トンネルを通過しており間違いではないが、北陸トンネル開通にあわせて新形式のEF70形電気機関車が新製投入されており、同形が牽引する列車を描くべきであったとの指摘がある[17]。

原因であるが、図案作成者の長谷部日出男が前年に撮影した写真と完成予想図だけで描いたものとされている。

## マイクロ水力発電
北陸トンネルの南側（敦賀側）では毎秒180リットルの湧き水が流れでて排水路に流している。これに水車形水力発電機を設置して発電に最適な条件を探っている。2014年1月から2015年3月までの間、実証実験を行った。年間約1万kW時（一般家庭3世帯分）の消費電力が生み出される見込みで、発電された電気は近くにあるJR西日本の事務所の照明などに利用する。この実証試験の結果を踏まえて、ほかのトンネルでも導入を検討、余剰電力は電力会社への売電も考える。

## 新北陸トンネル
新北陸トンネルは福井県南越前町奥野々と敦賀市樫曲を結ぶ延長19,760 mの北陸新幹線 越前たけふ駅 - 敦賀駅間にあるトンネルである。
北陸新幹線（高崎駅 - 敦賀駅間）では飯山トンネル（22,225 m）に次ぐ2番目に長いトンネルであり、越前たけふ駅 - 敦賀駅間30.150 kmの6割強を占める。ハピラインふくい線の北陸トンネルよりも西方海岸線寄りを貫通する。
2012年6月29日に工事実施計画が認可された。
工区は奥野々、大桐、清水（南越前町）と葉原、田尻、樫曲（敦賀市）の6工区に分割され、2014年12月22日の葉原工区を皮切りに順次着工し、掘削が進められた。
トンネル全体の貫通は2020年3月を予定していたが、トンネル周辺の地盤対策のため、当初予定より約4か月遅れて、2020年7月10日に貫通した。その後、コンクリート覆工や路盤整備などの工事を進め、2021年1月ごろに完成した。開通後は日本国内の陸上鉄道トンネルとして6番目（青函トンネル、八甲田トンネル、岩手一戸トンネル、飯山トンネル、大清水トンネルに次ぐ）の長さとなった。北陸新幹線敦賀～金沢間は2024年（令和6年）3月16日に開業した。